# Los gatos de Ulthar
Los gatos de Ulthar (The Cats of Ulthar) es un cuento escrito por H. P. Lovecraft, escritor estadounidense de fantasía y horror, en junio de 1920. La historia narra el origen de una ley que prohíbe la matanza de gatos en el pueblo de Ulthar.
Se cuenta que en Ulthar vivía una anciana pareja de campesinos que se divertía capturando y matando los gatos de la gente del pueblo. Un día pasó por el lugar una caravana de peregrinos y el gato de Menes, un huérfano que viajaba con ellos, desapareció. Menes se enteró de las crueles costumbres de la pareja y, antes de partir, elevó una plegaria que provocó que todos los felinos de la zona fueran a la cabaña de los ancianos y los devoraran. Ante este fenómeno, las autoridades locales establecieron una ley prohibiendo la matanza de gatos.
La obra, que muestra influencias de Lord Dunsany, fue uno de los favoritos de Lovecraft, ha mantenido su popularidad desde la muerte del escritor y es considerada como uno de los mejores cuentos del periodo temprano de Lovecraft. El autor hizo referencias a Ulthar en sus obras Los otros dioses y La búsqueda en sueños de la ignota Kadath. Se editó por primera vez en la revista literaria Tryout, en noviembre de 1920. Ahora se encuentra en el dominio público.

## Argumento
Un narrador anónimo, mientras mira a su propio gato, recuerda que en Ulthar existe una ley que prohíbe que un hombre mate a un gato y relata los sucesos que provocaron que se promulgara. La historia comienza con la presentación de una pareja de pervertidos campesinos que vivían en Ulthar y que se divertían atrapando y asesinando a todos los gatos osaran  penetrar en su propiedad. Los aldeanos temían tanto a la pareja de ancianos que no se atrevían a protestar contra esta situación, sino que se limitaban a mantener a sus mascotas alejadas de la cabaña de los ancianos.
Un día llegó una caravana de extraños peregrinos al pueblo; con ellos venía Menes, un huérfano que había perdido a sus padres por la peste y que tenía por toda compañía un gatito negro. Una mañana, Menes no pudo encontrar a su mascota y la gente le contó acerca de la pareja y su costumbre. Después de meditar, elevó una plegaria en una lengua desconocida por los habitantes de Ulthar, que provocó cambios en las nubes. La caravana se fue esa misma noche y los aldeanos descubrieron que todos sus gatos habían desaparecido. La gente sospechó tanto de los viajeros como de los ancianos, pero un niño llamado Atal, el hijo del posadero, dijo haber visto a todos los felinos rodeando la cabaña. A la mañana siguiente, todos los gatos habían vuelto a sus hogares, con señales de haberse alimentado hasta la saciedad. Una semana después se notó la ausencia de la pareja de campesinos. En su casa se encontraron dos esqueletos humanos, sin rastro de carne. Ante esto, las autoridades locales decidieron promulgar una ley prohibiendo la matanza de gatos en Ulthar.

## Creación e influencias
Lovecraft escribió Los gatos de Ulthar en junio de 1920, cinco meses después de terminar su cuento El viejo terrible, aunque algunas cronologías lo sitúan después de El árbol. Fue concebido en su periodo temprano influenciado por la escritura del autor anglo-irlandés Lord Dunsany. Entre los aspectos literarios que Lovecraft imita se encuentra el tema de la venganza y el grave tono narrativo. La influencia de Dunsany es evidente también en la superficie del texto: los viajeros errantes son similares a los que aparecen en el cuento Días de ocio en el Yann de Dunsany.
Lovecraft escribió antes de Los gatos de Ulthar varios cuentos que reflejan el estilo de Lord Dunsany, tales como La nave blanca, La maldición que cayó sobre Sarnath, El viejo terrible y El árbol. Su siguiente cuento con influencias de Dunsany, Celefais, es considerado por el estudioso de Lovecraft S. T. Joshi, como «uno de los sus mejores y más significativos cuentos». Los gatos de Ulthar fue publicado por primera vez en la revista literaria Tryout en noviembre de 1920; después apareció en Weird Tales en febrero de 1926 y 1933, así como también en una tirada de cuarenta y dos copias en diciembre de 1935 de publicación privada.

## Recepción y legado
Los gatos de Ulthar fue uno de los cuentos favoritos de Lovecraft, quien era un ferviente amante de los gatos. Tanto él como algunos de sus críticos contemporáneos consideraban que este cuento era el mejor entre sus obras dunsanianas. Cabe destacar también que este es uno de sus cuentos más famosos, tanto de este estilo como de los clasificados como «fantasía extraña». El crítico literario Darrell Schweitzer, sin embargo, comenta que Los gatos de Ulthar se parece a Dunsany sólo en su tono y ejecución y que «no tiene paralelos obvios con ninguna historia de Dunsany». Schweitzer califica la prosa como más contenida de lo habitual en Lovecraft y señala que, al contrario que Lovecraft, Dunsany prefería a los perros, por lo que hubiera sido improbable que escribiera tan entusiasta homenaje. S. T. Joshi difiere, afirmando que «este cuento le debe más a Dunsany que muchas de sus otras fantasías dunsanianas».
El personaje de Atal, el hijo del posadero que es testigo de cómo los gatos rodean la cabaña de los ancianos, aparecerá después en Los otros dioses. En este cuento, escrito en agosto de 1921 y publicado por primera vez en noviembre de 1933, un Atal adulto se hace aprendiz de Barzai el sabio y viaja con él para ver a «los otros dioses». Barzai incluso menciona la ley que prohíbe la matanza de gatos en Ulthar, concretando aún más la referencia. Atal aparece también como sacerdote en La búsqueda de la ciudad del sueño —escrita en 1927 y no publicada hasta 1943— cuando el protagonista, Randolph Carter, visita la ciudad trescientos años después de los sucesos narrados en el cuento de Ulthar y la encuentra poblada principalmente por felinos. Los gatos aparecen nuevamente en Las ratas en los muros de 1923 y según la académica Katherine M. Rogers son usados «en una manera más original». Aquí, como en otros cuentos posteriores de Lovecraft, los gatos encarnan la atracción hacia el horror, pero a diferencia de los humanos, «sin perseguir el horror hasta el punto de convertirse en algo horrible ellos mismos».
El texto original de Los gatos de Ulthar está en el dominio público y se puede encontrar en varias antologías del autor así como en Internet.